# Gustav Wachter
Gustav Wachter (* 25. April 1945 in Untergrasensee, Bayern) ist ein deutscher Rechtswissenschaftler und Hochschullehrer an der Universität Innsbruck.

## Leben
Das 1963 begonnene Studium an der Rechts- und Staatswissenschaftlichen Fakultät der Universität Innsbruck schloss Gustav Wachter 1968 ab und promovierte zum Doktor der Rechte. Anschließend arbeitete er als Assistent bzw. Oberassistent am Institut für Arbeits- und Sozialrecht der Universität Innsbruck.
Seit 1983 ist Wachter Hochschullehrer am Institut für Arbeits- und Sozialrecht, Wohn- und Immobilienrecht und Rechtsinformatik der Universität Innsbruck. Er war dort der Dekan der Rechtswissenschaftlichen Fakultät.
Gustav Wachter ist seit 1998 Präsident der Tiroler Juristischen Gesellschaft.

## Schriften
- Der Schutz des Nichtrauchers vor dem Passivrauchen am Arbeitsplatz. Eine wissenschaftliche Studie. Kammer für Arbeiter und Angestellte für Vorarlberg, Feldkirch 1977.
- Wesensmerkmale der arbeitnehmerähnlichen Person. Habilschrift Universität Innsbruck, Duncker und Humblot, Berlin 1980, ISBN 3-428-04720-6.
- mit Florian Burger, Andreas Mair: Sozialrecht Basics. Lehrbuch Arbeits- und Sozialrecht, Sramek, Wien 2012, ISBN 978-3-902638-82-3.
- Kollektives Arbeitsrecht, neu! LexisNexis, Wien 2012, ISBN 978-3-7007-5071-0.

## Herausgeber
- Altersdiskriminierung. Jahrbuch 2013. NWV Verlag, Wien 2013, ISBN 978-3-7083-0942-2.[2][3]